# 박덕상
박덕상(1981년 9월 12일 ~)는 대한민국의 작곡가 및 프로듀서이다.

## 대표곡
작곡
- SG워너비 - 이별하길 정말 잘했어요, 여보세요
- 하하 - 너는 내 운명
- 이석훈 - 감사
- 지아 - 수호천사, 먼발치
- 오렌지카라멜 - 사랑을 미룰순 없나요
- 애프터스쿨 - 잘지내고 있죠, Dreams Again(2010 남아공 월드컵 한국 공식 응원가)
- 헬로비너스 - 설레임
- 홍경민 - Wannabe
- 엠투엠 - Good Bye(비밀)
- 블랙펄 - 나 너 좋아해(신데렐라 맨 OST)
- 김종욱 - 해바라기
- 쥬얼리 - Step
- 거북이 - 주인공
- 이승기 - 미안해하지마요
- 김종국 - 첫사랑
- 티아라 - 사랑놀이, 느낌 아니까, 아파, 숨바꼭질
- 파이브돌스 - 사기쳤어, NONONO
- 제이제이 - love actually, Bling Bling
- 간종욱 - 정때문에(밥줘OST 주제가)
- 레이디 제인 - 제이니
- 채동하 - 잘가 바보야
- 갱키즈 - 슈퍼러브(SUPER LOVE)
- KCM - 미녀와야수
- 대국남아 -The Boss
- PK헤만 - 2-1=0
- 춘자 - Face
- 샵 - 어느날, Knock
- B2Y - 나원참, 너만의 천사
- 윤혁 디셈버 - 남자의 사랑